# Waves (centrum handlowe)

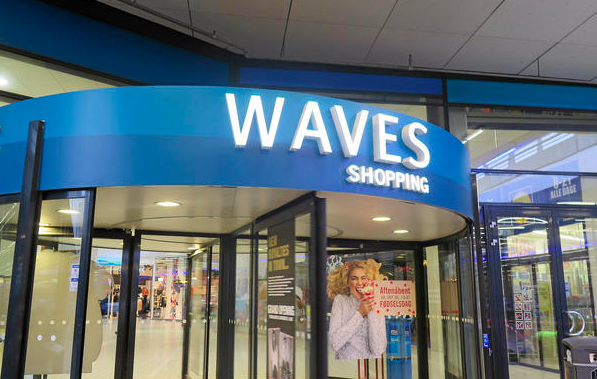
Wejście do centrum handlowego „Waves”

Waves (dawniej Hundige StorCenter) - centrum handlowe w Hundige, w gminie Greve. W centrum znajduje się największy na świece sklep Bilka, a także ponad 135 sklepów i restauracji. Centrum posiada 3200 miejsc parkingowych..
Centrum zatrudnia ponad 1500 osób, co czyni go największym miejscem pracy w gminie.